# Some Rare Specimens and a Few Old Friends, New York Zoological Park
Some Rare Specimens and a Few Old Friends, New York Zoological Park è un cortometraggio muto del 1912. Non si conosce il nome del regista del film, un documentario che venne girato a New York.

## Produzione
Il film fu prodotto dalla Edison Manufacturing Company.

## Distribuzione
Distribuito dalla General Film Company, il film - un cortometraggio in una bobina - uscì nelle sale cinematografiche degli Stati Uniti il 26 novembre 1912.